# 若江三人衆
若江三人衆（わかえさんにんしゅう）は、織田信長の下、河内若江城に在城して北河内の統治を担当した多羅尾綱知・野間康久（長前）・池田教正の3人の総称である。3人は元は若江城主・三好義継の重臣だった。

## 概要
当初、多羅尾綱知は細川氏綱に仕え、池田教正は三好長慶に属していた。野間康久は父・長久が長慶に仕えている。三好義継が長慶の跡を継ぐと、綱知・教正・康久の3人は義継に仕え、その重臣となった。
天正元年（1573年）、三好義継は織田信長と敵対し、佐久間信盛の軍勢に若江城を攻められる。綱知ら3人は義継側近の金山信貞を自害させ、佐久間信盛の軍勢を城内へと招き入れ、これを受けて義継は自害した。この時の行為について、金山信貞に責任を取らせることで義継の助命を狙ったとも考えられるが、単に義継を裏切ったともいわれている。
綱知ら3人は信長に若江城を任されて北河内の支配に当たり、「若江三人衆」と呼ばれた。若江三人衆は佐久間信盛の与力となり、大坂本願寺との戦いに従事している。また、書札礼では綱知、康久、教正の順になっており、綱知が若江三人衆の筆頭だった。3人は寄親の佐久間信盛・信栄父子同様、茶道の造詣が深かったらしく、津田宗及の記録にたびたび登場しており、盛んに茶会に参加している様子がうかがえる。
天正6年（1578年）8月、それまで南河内を支配していた三好康長と若江三人衆が北河内を共同統治する体制へと変化している。天正8年（1580年）に本願寺が大坂を退去すると、それに伴い若江城は廃城となり、若江三人衆は八尾城を築城した。
天正10年（1582年）に本能寺の変が起きると、三人衆は羽柴秀吉に従う。翌天正11年（1583年）、畿内一円で所領替えが行われ、若江三人衆も河内から移封されることとなった。その後については、池田教正が天正12年（1584年）の小牧・長久手の戦いで奮戦したことや、羽柴秀次に仕えたことが確認できる。